# Gjelsvik Peak
Der Gjelsvik Peak ist ein 3660 m hoher Berg in der antarktischen Ross Dependency. Im Königin-Maud-Gebirge ragt er 4 km nordwestlich des Mount Fridtjof Nansen auf.
Die Südgruppe einer von 1961 bis 1962 dauernden Kampagne der New Zealand Geological Survey Antarctic Expedition benannte ihn nach dem norwegischen Geologen Tore Gjelsvik (1916–2006), dem Direktor des Norwegischen Polarinstituts in Oslo von 1960 bis 1983.